# Droga wojewódzka nr 874
Droga wojewódzka nr 874 (DW874) – droga wojewódzka klasy G w województwie lubelskim łącząca początek obwodnicy Puław w ciągu drogi krajowej nr 12 w miejscowości Zarzecze z drogą wojewódzką nr 826 w Przybysławicach. Ponadto, do drogi wojewódzkiej nr 874 zalicza się również aleję Solidarności, tj. odcinek łączący węzeł Lublin Sławinek z drogą wojewódzką nr 809 (na terenie miasta Lublin oraz wsi Dąbrowica w gminie Jastków).
Droga przebiega dawnym śladem drogi krajowej nr 12.
Do końca 2022 roku, do drogi wojewódzkiej nr 874 zaliczany był również odcinek Przybysławice-Bogucin (od skrzyżowania z drogą wojewódzką nr 826 do węzła Jastków z drogą ekspresową S12/S17), który obecnie jest drogą powiatową.

## Miejscowości leżące przy trasie DW874[3]
- Leokadiów (DK12)
- Zarzecze
- Janów
- Sosnów
- Dobrosławów
- Pachnowola
- Klikawa
- Góra Puławska (DW738) (DW743)
- Puławy (DW801) (DW824) (DW851)
- Rudy
- Końskowola
- Witowice
- Chrząchów
- Kurów
- Olesin
- Płonki
- Kaleń
- Łany
- Markuszów
- Przybysławice (DW826)
- Dąbrowica (S12) (S17) (S19) (E372)
- Lublin (DW809)